# Berberis pinifolia
Berberis pinifolia là một loài thực vật có hoa trong họ Hoàng mộc. Loài này được (Lundell) Lundell mô tả khoa học đầu tiên năm 1945.